# Cités d'or
Pour les articles homonymes, voir Cité d'or.
« Cibola » redirige ici.  Pour le comté du même nom, au Nouveau-Mexique, voir Comté de Cibola.
Le mythe des cités d'or, qui remonte au XIIe siècle s'est surtout développé après la découverte de l'Amérique en 1492, lorsque les conquistadors ont commencé à explorer le Nouveau Monde à la recherche de villes regorgeant de richesses, notamment après la conquête de l'Empire aztèque par Hernán Cortés (1521) et la fondation de la Nouvelle-Espagne.
La légende prend de l'ampleur en 1539, avec le récit de Marcos de Niza, frère franciscain envoyé en exploration dans les régions situées au nord-ouest de la vice-royauté. À son retour à Mexico, il prétend alors avoir découvert sept riches cités, qui n'ont jamais été retrouvées, bien qu'une expédition militiaire eût eu lieu dès 1540. 
Le mythe a ensuite évolué en engendrant plusieurs autres légendes qui ont inspiré de nombreuses œuvres de fiction et durablement marqué l'imaginaire collectif, notamment en interférant avec le mythe d'Eldorado, inspiré de la mythologie et des traditions chibchas d'Amérique du Sud).

## Les origines du mythe: la légende des sept évêques de Mérida
Le mythe apparaît aux alentours de 1150, lorsque les Almohades conquièrent la ville de Mérida en Espagne. 
Selon la légende, sept évêques auraient alors quitté la ville, non seulement pour sauver leurs vies mais aussi pour mettre à l'abri des reliques religieuses. Ils se seraient réfugiés dans un lieu situé loin dans la Mer Océane et auraient fondé les villes de Cíbola et de Quivira. Ces deux cités seraient devenues très prospères, principalement grâce à la découverte d'or et de pierres précieuses. 
Cette idée donna lieu à de nombreuses expéditions[Quand ?] ayant pour but la découverte des cités mythiques au cours des siècles suivants.

## Évolution du mythe en Amérique
Après l'arrivée des Espagnols dans le Nouveau Monde (1492 : découverte de Cuba et d'Hispaniola ; 1493 : début de la colonisation d'Hispaniola ; 1509 : conquête de la Jamaïque ; 1511 : conquête de Cuba ; 1521 : conquête du Mexique ; 1532 : conquête du Pérou), la recherche de l'or et autres richesses est un des objectifs que se fixent nombre des premiers conquistadors et colons, souvent déçus par ce qu'ils trouvent effectivement dans les îles des Caraïbes.
La légende de Cibola et de Quivira grandit à tel point que, dans la culture populaire, elles deviennent sept cités entièrement faites d'or.

### Le retour de l'expédition de Pánfilo de Narváez (1528-1536)
Le mythe est alimenté par les histoires colportées au retour de l'expédition (infructueuse) de Pánfilo de Narváez, qui partie de la Floride en 1528 disparaît presque totalement au cours de son long périple : seuls quatre survivants rentrent en Nouvelle-Espagne en 1536 : Alonso del Castillo Maldonado, Andrés Dorantes de Carranza, Álvar Núñez Cabeza de Vaca et un esclave maure, Estevanico (Esteban de Dorantes). 
Cabeza de Vaca écrit ensuite un ouvrage intitulé Naufragios (« Naufrages »), dans lequel il décrit son aventure à pied depuis la côte de Floride jusqu'à la côte de Sinaloa au Mexique, qui n'évoque pas les Sept Cités de Cibola. 
C'est Estevanico qui a un rôle majeur et suscita l'intérêt pour les cités d'or[pas clair].
Le mythe des sept cités d'or mena les conquistadors en direction du nord à travers le Jornada del Muerto où ils dirent avoir découvert une « mer d'herbe » et enfin jusqu'aux positions des colons français qui résistèrent à leur avance.[pas clair]

### L'expédition de Marcos de Niza (1539)
Après avoir entendu les rumeurs de l'existence de villes à la richesse infinie au nord de la Nouvelle-Espagne, le vice-roi Antonio de Mendoza confie au moine franciscain Marcos de Niza une mission d'exploration pacifique. Marcos part avec Estevanico pour guide. Ils sont accompagnés par de nombreux serviteurs indiens non armés.
Ils partent de San Miguel de Culiacan en Nouvelle-Galice le 7 mars 1539. Arrivé à un endroit nommé Vacapa, probablement dans l'actuel État de Sonora, Marcos envoie Estevanico en reconnaissance avec 400 Indiens. Un peu plus tard, Estevanico rencontra un moine qui lui affirma avoir entendu les autochtones évoquer des cités débordant de richesses.[pas clair]
Quand Marcos de Niza entendit le récit de son éclaireur, il supposa que l'histoire faisait référence aux sept cités de Cíbola et Quivira. Esteban n'attendit pas que le frère le rejoigne, mais choisit au contraire de continuer son chemin jusqu'à atteindre Háwikuh[pas clair], situé dans l'actuel Nouveau-Mexique, où il semble qu'il fut tué par les indigènes tandis que ses compagnons prenaient la fuite.
Marcos de Niza revint à Mexico où il dit que son expédition continua d'avancer même après avoir appris le décès d'Esteban. Il affirma qu'ils avaient vu une cité très éloignée, plus grande encore que la capitale des Aztèques, Tenochtitlan ; dans cette cité, les habitants utilisaient des plats d'or et d'argent, décoraient leurs maisons de turquoises et possédaient de fabuleuses perles, émeraudes et autres splendides gemmes.

### L'expédition de Francisco de Coronado et Marcos de Niza (1540)
Après avoir entendu ce récit, le vice-roi organise immédiatement une expédition militaire avec 200 fantassins et 150 cavaliers et quelques centaines d'Amérindiens. Le commandement en est confié à Francisco Vásquez de Coronado, Marcos de Niza servant de guide. 
Coronado part de Culiacán avec un petit groupe le 22 avril 1540, tandis que le gros de la troupe, commandé par Tristán de Luna, avance plus lentement. Une escadre commandée par Hernando de Alarcón prend la mer afin de ravitailler régulièrement les troupes à terre.
Vásquez de Coronado traverse l'État de Sonora et arrive dans l'actuel Arizona. Là, il découvre que les histoires de Marcos de Niza n'étaient que des mensonges. Il apparaît également que, contrairement à ce qu'affirmait le moine, la mer n'est pas visible depuis la position que la précédente expédition était censée avoir atteinte et qu'il fallait marcher encore plusieurs jours pour apercevoir la côte. L'expédition arrive à Cibola le 7 juillet 1540. 
D'après la chronique de Pedro de Castañeda, les soldats maudirent le moine franciscain qui leur avait menti.

### La découverte du Grand Canyon du Colorado
Vásquez de Coronado mentionne dans ses récits une installation indigène dénommée « Quivira », dont l'emplacement reste indéterminé. García López de Cárdenas partit de cet endroit pour chercher une rivière dont les Hopis de la région lui avaient parlé.
Quand García López arriva au Grand Canyon et au fleuve Colorado, le fleuve avait déjà été découvert et baptisé à son embouchure, située à plusieurs centaines de kilomètres de distance, par Francisco de Ulloa qui, en septembre 1539 nomma le delta Ancón de San Andrés. En outre, Hernando de Alarcón avait déjà parcouru plus de 80 lieues le long du fleuve et l'avait baptisé Río de Nuestra Señora del Buen Guía en août 1540.
García López fut incapable de trouver un chemin menant des hauteurs du Grand Canyon jusqu'aux berges du fleuve Colorado en contrebas. Cependant, il est considéré comme le premier européen à avoir vu le Grand Canyon.
Il subsiste aujourd'hui au Nouveau-Mexique des traces d'une installation d'assez grande taille dénommée Gran Quivira (« Grande Quivira »). Durant la période de la colonisation espagnole, l'endroit s'appelait Pueblo de Las Humanas.

## Mythes analogues
La soif d'or des conquistadors donna naissance à d'autres mythes du même genre, comme celui d'Eldorado, celui d'Antillia, celui de La Canela, celui de la Cité des Césars, celui de la Sierra de la Plata ou encore celui de Païtiti.
L'évolution du mythe lui a permis de rester profondément ancré dans l'imaginaire collectif. Des explorateurs tels que Thierry Jamin sont d'ailleurs toujours, à l'heure actuelle, en train de chercher certaines de ces villes mythiques.

## Œuvres de fiction inspirées du mythe
Le mythe des cités d'or est un thème qui a été très souvent exploité dans les œuvres de fiction, et continue de l'être.

### Romans
- Dans Le Fléau de Stephen King, Randall Flagg — incarnation du mal apparaissant dans plusieurs œuvres de King — ordonne à l'un des protagonistes de le rejoindre à Cibola, qui plus tard s'avère être en fait Las Vegas.
- Dans le roman Thunderhead (en) (Les sortilèges de la vallée perdue) coécrit en 1990 par Lincoln Child et Douglas Preston, Quivira est découverte cachée dans une anfractuosité rocheuse et une expédition se rend sur place. L'or tant recherché s'avère être de la poterie à base de mica.
- Dans le livre de Scott O'Dell, La route de l'or ("The king's fifth"), il est fait plusieurs fois référence aux cités d'or, ainsi qu'à Cibola. Le personnage principal est appelé Esteban et un Mendoza apparaît également.
- Voir aussi Les sept cités de Cibola de Léonard Francis Clark, traduction de Léo Lack, (1954, réédité 1959).

### Bande dessinée
- Balthazar Picsou et ses neveux découvrent les sept cités dans la bande dessinée Les Sept Cités de Cibola (The Seven Cities of Cibola) de Carl Barks. Malheureusement, les Rapetou les suivent et tentent de dérober le trésor, déclenchant un piège qui les ensevelit et interdit l'accès aux cités. Les canards et les Rapetou parviennent à s'échapper mais oublient tout ce qui concerne les cités d'or.
- La bande dessinée Le trésor de Cibola de Sergio Toppi évoque la fameuse cité mythique et la quête de l'or qu'elle contiendrait.
- Les Sept Cités de Cibola, est le titre d'une aventure du reporter Marc Dacier, par Eddy Paape et Jean-Michel Charlier, parue en 1963 aux éditions Dupuis.
- Corto Maltese, le héros éponyme de la bande dessinée créé par Hugo Pratt, part à la découverte des sept cités d'or (présentées comme ne faisant qu'une avec l'Eldorado), dans les albums Corto toujours un peu plus loin et Les Celtiques.
- Dans le manga One Piece écrit par Eiichirō Oda, la cité de Shandora a très certainement été inspirée du mythe des Cités d'Or. Présente dans l'Arc de Skypiea, elle renfermerait un trésor fabuleux.
- Le Nouveau Monde est le titre d'une série de bande dessinée parue aux éditions Dargaud, écrite par les auteurs François Armanet et Jean Helpert, et dessinée par Xavier Coyère et Stefano Carloni. Le recit est ancré dans l'histoire réelle de l’expédition de Marcos de Niza vers Cibola.

### Cinéma
- Le film Benjamin Gates et le Livre des secrets (National Treasure 2: the Book of Secrets), sorti en 2008, met en scène un aventurier Benjamin Gates découvrant la cité de Cibola près du Mont Rushmore.
- Dans Indiana Jones et le Royaume du crâne de cristal, quand Jones essaye d'expliquer à Mutt l'origine de ses dires, Jones sort un vieux livre de sa bibliothèque pour lui montrer les alignements de Nazca.
- Le film The Lost City of Z : l’histoire d’un soldat britannique qui cartographie une partie de l’Amazonie située entre la Bolivie et le Brésil. Il entend l’histoire d’une cité recouverte d’or. Celle-ci devient une obsession pour qu’il y retourne à de multiples reprises.

### Télévision
- Le feuilleton télévisé d'animation franco-japonais des années 1980 Les Mystérieuses Cités d'or (inspiré de La route de l'or) est directement inspiré par la quête des sept cités mythiques, avec une adaptation très libre des personnages d'Esteban et de Mendoza. On peut suivre Esteban, Tao et Zia à la recherche de ces villes de légende et découvrir la cité de Tseila au Mexique. La suite de cette série est diffusée à partir de 2013 en France, en Belgique et au Portugal mais les cités découvertes ne se situent plus en Amérique mais en Chine, au Japon, en Iran, au Zimbabwe, en RDC et en France.
- Dans un épisode de Spider-Woman (DePatie-Freleng Enterprises) intitulé Les Amazones (n° 03, 1979), la cité d'or des femmes légendaires se situerait dans une vallée le long du célèbre fleuve. Voulant dominer le monde en tirant leur puissance du soleil, elles disposent de différentes technologies : (lasers, paralyseurs, engins à antigravité).
- Dans le téléfilm Jack Wilder et la Mystérieuse Cité d'or (2010), les différents protagonistes sont à la recherche d'une cité d'or au Pérou.

### Jeux vidéo
- Le jeu vidéo The Seven Cities of Gold, sorti en 1984 et mettant en scène la conquête espagnole, tire son nom de cette légende.
- Dans le jeu vidéo d'inspiration western Gun, Quivira est un élément essentiel de l'histoire alors que le méchant du jeu, Thomas Magruder, cherche une croix d'or dont il pense qu'elle le mènera à la cité. La séquence de prologue du jeu est censée montrer Francisco Vásquez de Coronado à la recherche de Quivira lors de ce qui est appelé la Seconde Expédition de Coronado. Néanmoins, dans cette scène, Coronado et tous ses hommes sont massacrés par les Wichitas, Amérindiens de l'actuel Kansas.
- Dans le jeu Colonization de MicroProse, sorti en 1994, on peut découvrir une cité de Cibola en investiguant des tumuli.
- Le jeu vidéo Uncharted : Golden Abyss, de Sony qui appartient à la série Uncharted, a pour thème la recherche des cités d'or par le protagoniste principal, Nathan Drake, et ses ennemis.
- Le trait de caractère principal du leader Isabella (Espagne) dans le jeu Civilization V se nomme « Seven Cities of Gold ».
- Le jeu vidéo Sid Meier's Pirates ! de MicroProse inclut quatre cités d'or (aztèques, inca, maya, olmèques) que le joueur peut découvrir en allant sur la terre ferme après avoir récupéré les cartes au trésor de chaque cité.
- Le jeu Les Mystérieuses Cités d’or : Mondes Secrets tiré de la série télévisée Les Mystérieuses Cités d’or de 2013 se base sur le mythe des sept cités en dévoilant sur deux niveaux la cité de Badalom inspirée de la cité himalayenne de Shambhala.

## Sources
- (en) Cet article est partiellement ou en totalité issu de l’article de Wikipédia en anglais intitulé « Quivira » (voir la liste des auteurs).

### Sources primaires
- Marcos de Niza, Biblioteca Virtual Miguel de Cervantes, Fundación Biblioteca Virtual Miguel de Cervantes.
- Pedro de Castañeda de Nájera, Relation du voyage de Cibola, A. Bertrand, 1838 (lire en ligne).